# 馬亮 (宋朝)
馬亮（?—1031年），字叔明，北宋庐州合肥（今属安徽）人。
马泽第三子。太平興國五年（980年）進士出身，初仕大理评事、知芜湖县，累迁至尚书右丞、工部尚书。有智略，勤敏政事，但生性贪财。好佛法，尤喜净土宗。終官太子少保。天圣九年八月丁丑，去世。卒赠尚书右仆射，谥忠肃。吕夷简是馬亮的女婿。